# Solar Impulse

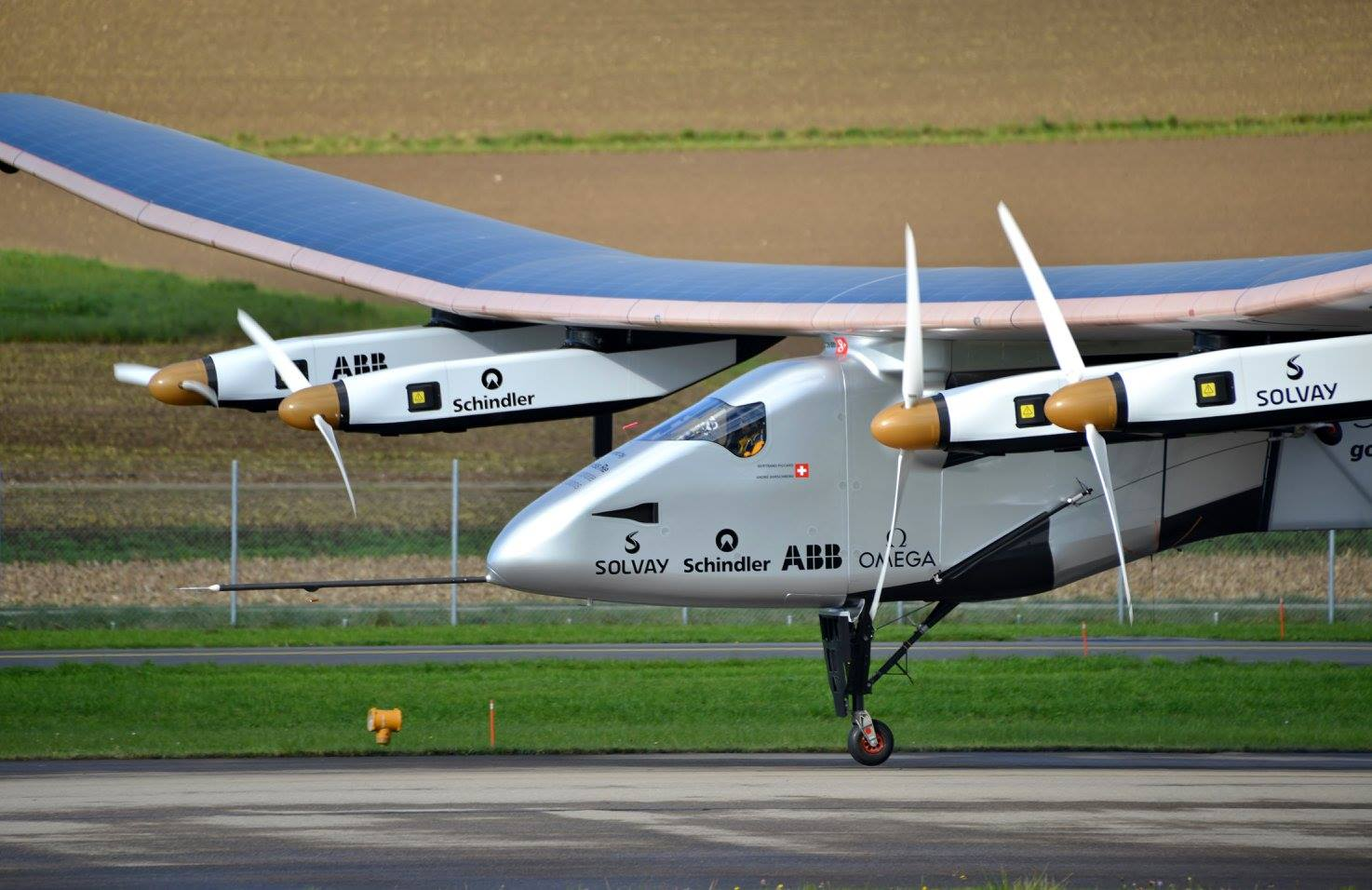
El Solar Impulse HB-SIB en ple enlairament a l'aeroport de Payerne (Suïssa) al novembre de 2014.

El Solar Impulse és un projecte situat principalment a Suïssa per a desenvolupar un avió alimentat únicament mitjançant energia solar fotovoltaica, tant de dia com de nit. El prototip pot volar durant el dia propulsat per les cèl·lules solars que cobreixen les seves ales, alhora que carrega les bateries que li permeten mantenir-se en l'aire durant la nit, la qual cosa li dona una autonomia gairebé il·limitada.
El projecte està dirigit per Bertrand Piccard i André Borschberg, tots dos pilots professionals, i aspira a aconseguir fer la volta al món sense escales amb aquesta aeronau, mitjançant energies renovables i sense combustibles fòssils.
El projecte va començar l'any 2005 amb un cost previst aproximat de 90 milions de dòlars, i en un primer moment va experimentar problemes per falta de finançament. Els primers vols de prova es van realitzar en 2009 amb el prototip denominat Solar Impulse HB-SIA, duent a terme posteriorment vols de demostració per Europa, el Marroc i Estats Units.
El següent pas va consistir en la construcció d'un aeroplà similar a l'anterior però dotat de millores tècniques i una cabina major perquè el pilot pugui passar més hores en millors condicions. Aquest model es va denominar HB-SIB, i va ser presentat oficialment a l'abril de 2014, amb l'objectiu de fer la volta al món en 2015-2016.

## Historial de vols

### Primers vols de prova (Solar Impulse HB-SIA)

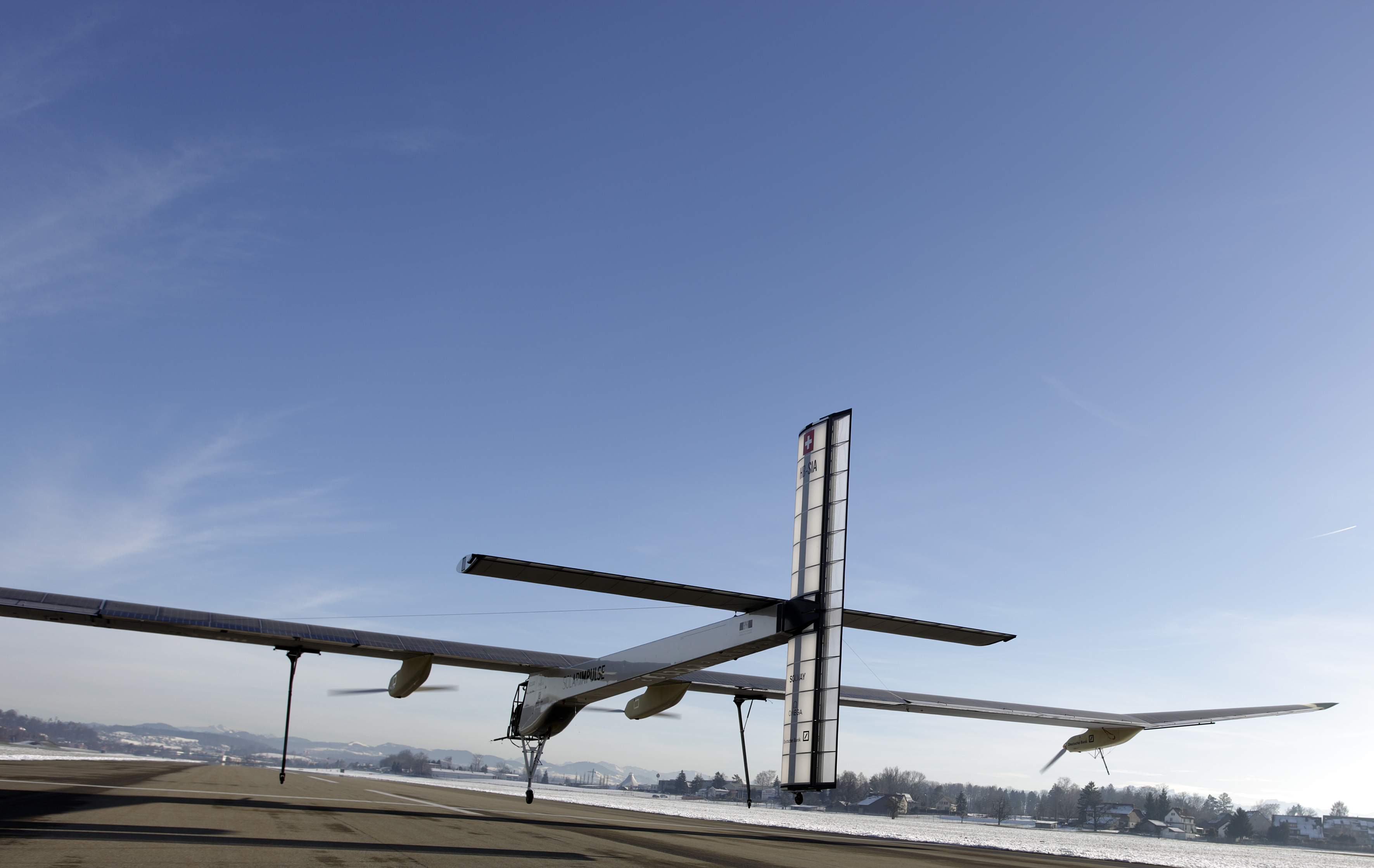
El Solar Impulse HB-SIA en Dübendorf durant un dels primeres proves de vol el 3 de desembre de 2009.

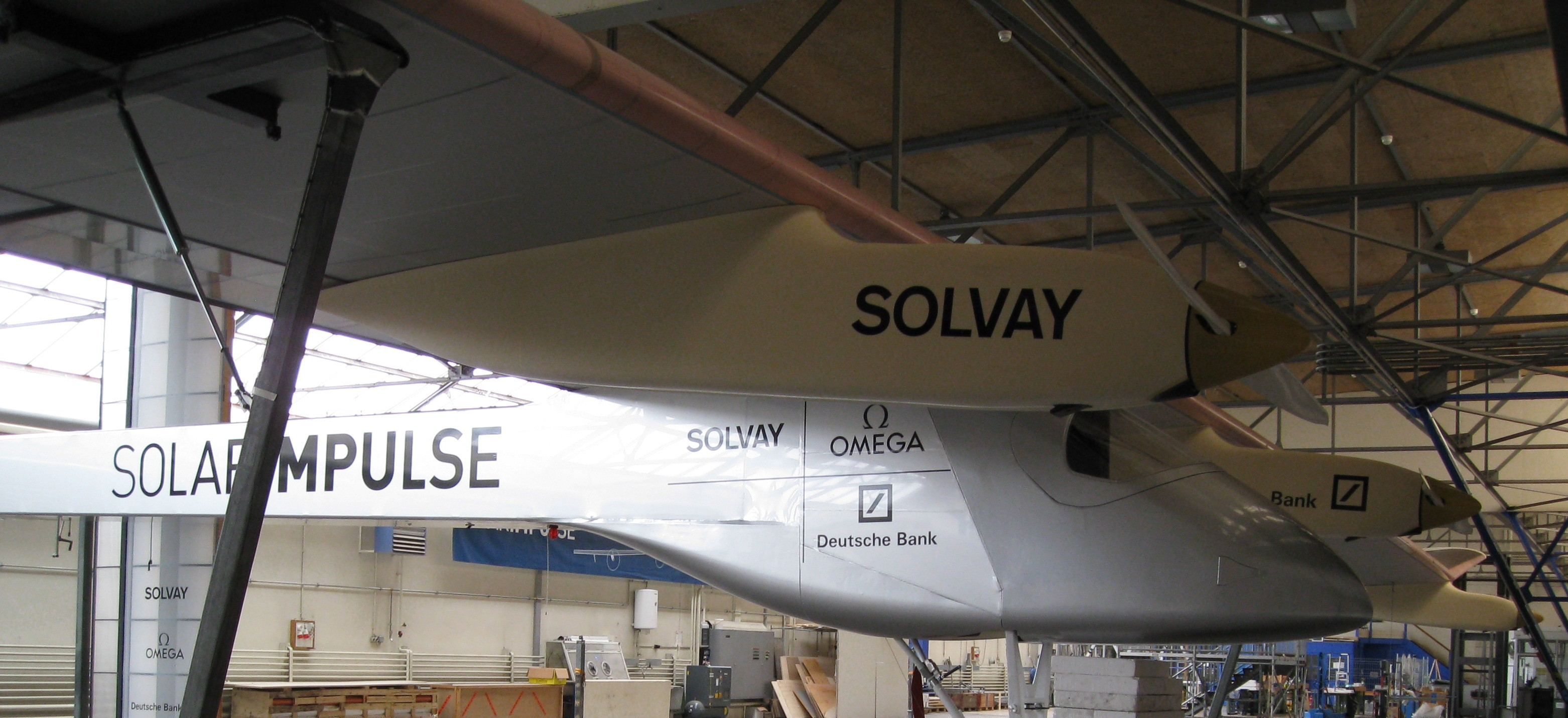
Detall del fuselatge i els motors del Solar Impulse HB-SIA.

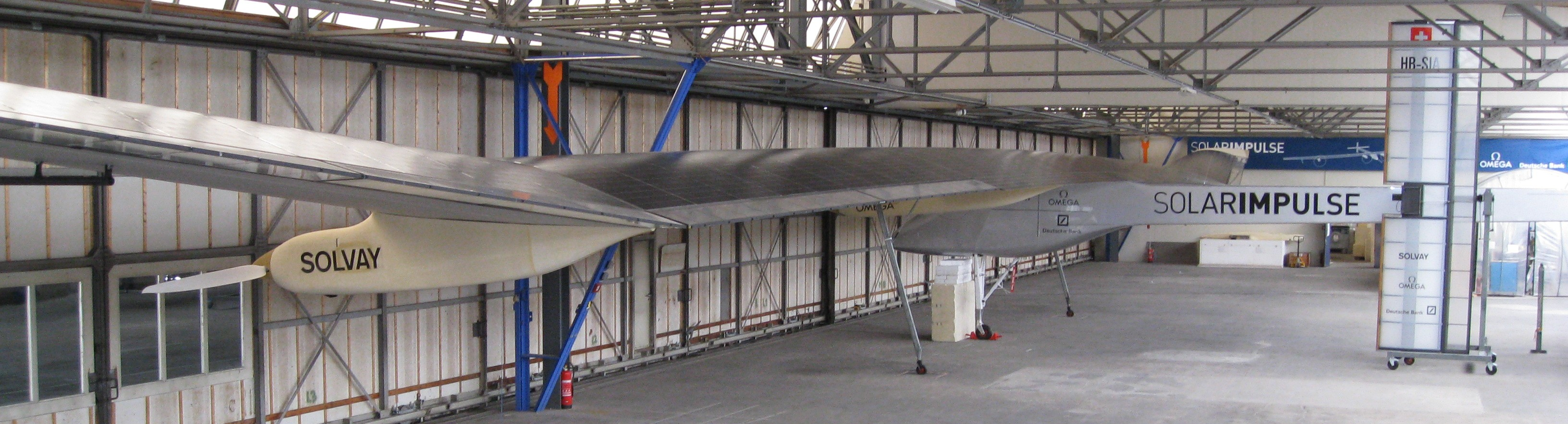
Detall de les ales del Solar Impulse HB-SIA.

Es van realitzar diversos vols de prova: a l'abril de 2010 va volar sobre Payerne (Suïssa), on va fer un vol de 87 minuts i va aconseguir una altura de 1.200 metres.
El 8 de juliol de 2010 el Solar Impulse va establir dos nous rècords mundials: el primer en nombre d'hores, en volar durant 26 hores 9 minuts, que va incloure una nit sencera sense l'ajuda de fonts d'energia externa; el segon en altura, que va aconseguir un nou màxim per a un avió sostenible, en aconseguir els 8.564 metres sobre el nivell del mar.
El 13 de maig de 2011 el Solar Impulse va completar el seu primer vol internacional, recorrent en 13 hores la distància que separa els aeròdroms de Dübendorf a Suïssa i de Brussel·les a Bèlgica.
El 24 de maig de 2011 es va presentar en l'aeroport de Brussel·les, on va ser una de les principals atraccions de la Setmana Verda organitzada per les institucions de la Unió Europea (UE).
L'11 de juny de 2011 va haver d'abandonar el segon vol internacional que pretenia partir de Brussel·les i aterrar a París a causa de la mala climatologia, en esgotar-se les bateries per falta de llum solar
Tres dies després, el dimecres 15 de juny de 2011 el Solar Impulse HB-SIA va finalitzar amb èxit el segon viatge internacional entre Brussel·les i París. El prototip va completar el trajecte en més de 16 hores, després d'haver desenganxat de Brussel·les a les 05.10 hores (03.10 GMT) i aterrar en l'aeroport de Le Bourget a les 21.15 hores (19.15 GMT). L'avió va arribar a la regió parisenca cap a les 15.00 hora local (13.00 GMT), però va haver d'esperar sobrevolant una zona propera a París per diferents raons fins a poder prendre terra (Meteorològiques: per la formació de corrents ascendents des del terra que podrien generar borses d'aire que desestabilitzessin l'avió. Tècniques: el trànsit aeri elevat fins a les 21.00 a la zona de l'aeroport comercial Charles de Gaulle, pel qual el prototip havia de passar camí de Le Bourget). Malgrat això aquest vol no va poder ser homologat atès que, després de fracassar el primer intent únicament amb energia solar tres dies abans (el dissabte 11 de juny de 2011), l'avió va recarregar el 40 per cent de les seves bateries de manera convencional.
Al setembre de 2013 va fer un vol entre San Francisco i Nova York, en què va travessar els Estats Units d'oest a est.

### Volta al món (Solar Impulse HB-SIB)
El vol inaugural d'aquest segon aparell va tenir lloc el 2 de juny de 2014, amb el pilot de proves Markus Scherdel als controls.
L'últim repte proposat és la culminació d'una circumnavegació terrestre. Aquest repte es va començar a preparar en 2012 amb vista a ser realitzat en una data prevista inicialment per 2014, però que finalment va començar a principis de 2015.
El dilluns 9 de març de 2015 a les 7:12 a.m (hora local) l'aeronau va enlairar-se a Abu Dhabi (Al Batin Executive Airport, AZI/OMAD), a la Unió dels Emirats Àrabs, cap a Muscat (Muscat International Airport, MCT/OOMS), al Sultanat d'Oman, i va iniciar així un viatge de diversos mesos de durada durant el qual donarà la volta al món.
A finals de maig de 2015, l'avió havia travessat Àsia. Va realitzar una parada no prevista al Japó per tal d'esperar un temps favorable abans de sobrevolar l'oceà Pacífic. L'avió va començar el vol del Japó a Hawaii el 28 de juny de 2015. Amb Borschberg com a pilot, va arribar a Hawaii el 3 de juliol, establint nous rècords: el vol més llarg propulsat mitjançant energia solar tant en temps (117 hores, 52 minuts) com en distància (7.212 km o 4.481 milles). La durada del vol també va establir un nou rècord per a vols en solitari, per a qualsevol avió.
Tanmateix, en el transcurs del vol les bateries de l'avió es van danyar per sobreescalfament a causa d'un excés d'aïllament. Això va obligar a suspendre les següents etapes del vol, per ser necessari substituir les bateries danyades per unitats noves. L'avió va romandre en terra, custodiat en un hangar del Departament de Transport dels Estats Units, en l'aeroport de Kalaeloa, a l'illa de Oahu. Al començament de 2016 es van instal·lar finalment en l'avió les noves bateries. Es van programar nous vols de prova per al febrer, a mesura que s'allargaven els dies en l'hemisferi nord, que permetria suficients hores de sol per carregar les bateries del Solar Impulse. Finalment el Solar Impulse va reprendre el viatge de circumnavegació el 21 d'abril de 2016; va travessar l'est de l'oceà Pacífic i va aterrar prop de Sant Francisco, Califòrnia, la tarda del 23 d'abril, hora local.
Durant aquest vol, Piccard va realitzar una connexió de vídeo per parlar amb Ban Ki-moon i Doris Leuthard abans de l'Assemblea General de les Nacions Unides des de la cabina del Solar Impulse 2, amb motiu de la signatura històrica dels Acords de París i remarcant com l'ús de tecnologies netes pot crear treballs i lluitar contra l'escalfament global. Es van afegir etapes addicionals del vol al voltant del món segons el Solar Impulse 2 volava a Phoenix (Arizona), Tulsa (Oklahoma), Dayton, Ohio, Lehigh Valley, Pennsylvania i Nova York, ciutat on va arribar l'11 de juny de 2016.
Després de la travessia nord-americana, Piccard s'ha encarregat de pilotar l'aeronau en la travessia a través de l'oceà Atlàntic. Va partir de Nova York el 20 de juny, i va aterrar a les 7:38 del 23 de juny a l'aeroport de San Pablo de Sevilla, Espanya.

#### Ruta detallada
| Tanda | Data                        | Origen                             | Destinació                    | Temps de vol       | Distància          | Veloc. mitjana | Altitud màxima | Pilot         |
| ----- | --------------------------- | ---------------------------------- | ----------------------------- | ------------------ | ------------------ | -------------- | -------------- | ------------- |
| 1     | 9 de març de 2015 (03:12h)  | Abu Dhabi, Unió dels Emirats Àrabs | Muscat, Oman                  | 13 hrs 1 min       | 441 km             | 33.9 km/h      | 6383 m         | A. Borschberg |
| 2     | 10 de març de 2015 (02:35h) | Muscat, Oman                       | Ahmadabad, Índia              | 15 hrs 20 mins     | 1485 km            | 96.8 km/h      | 8874 m         | B. Piccard    |
| 3     | 18 de març de 2015 (01:48h) | Ahmadabad, Índia                   | Benarés, Índia                | 13 hrs 15 mins     | 1215 km            | 91.7 km/h      | 5182 m         | Borschberg    |
| 4     | 18 de març de 2015 (23:52h) | Benarés, Índia                     | Mandalay, Myanmar             | 13 hrs 29 mins     | 1398 km            | 103.7 km/h     | 8230 m         | Piccard       |
| 5     | 29 de març de 2015 (21:06h) | Mandalay, Myanmar                  | Chongqing, Xina               | 20 hrs 29 mins     | 1459 km            | 71.2 km/h      | 8634 m         | Piccard       |
| 6     | 20 d'abril de 2015 (22:06h) | Chongqing, Xina                    | Nanjing, Xina                 | 17 hrs 22 mins     | 1344 km            | 77.4 km/h      | 4270 m         | Piccard       |
| 7     | 30 de maig de 2015 (18:39h) | Nanjing, Xina                      | Nagoya, Japó                  | 44 hrs 10 mins     | 2852 km            | 64.6 km/h      | 8500 m         | Borschberg    |
| 8     | 28 de juny de 2015 (18:03h) | Nagoya, Japó                       | Hawaii, EUA                   | 117 hrs 52 mins    | 8774 km            | 61.19 km/h     | 8634 m         | Borschberg    |
| 9     | 21 d'abril de 2016 (16:15h) | Hawaii, EUA                        | Mountain View, CA, USA (KNUQ) | 62 hrs 29 mins     | 4086 km            | 65.39 km/h     | 8634 m         | Piccard       |
| 10    | 2 de maig de 2016 (12:03h)  | Mountain View, CA, EUA (KNUQ)      | Phoenix, AZ, USA (KGYR)       | 15 hrs 52 mins     | 1113 km            | 70.15 km/h     | 6706 m         | Borschberg    |
| 11    | 12 de maig de 2016 (11:05h) | Phoenix, AZ, USA (KGYR)            | Tulsa, OK, USA                | 18 hrs 10 mins     | 1570 km            | 86.42 km/h     | 6706 m         | Piccard       |
| 12    | 21 de maig de 2016 (09:22h) | Tulsa, OK, USA                     | Dayton, OH, USA               | 16 hrs 34 mins     | 1113 km            | 67.18 km/h     | 6401 m         | Borschberg    |
| 13    | 25 de maig de 2016 (08:02h) | Dayton, OH, USA                    | Lehigh Valley, PA, USA        | 16 hrs 47 mins.    | 1044 km            | 62.20 km/h     | 4572 m         | Piccard       |
| 14    | 11 de juny de 2016 (03:18h) | Lehigh Valley, PA, USA             | New York, EUA                 | 4 hrs 41 mins.     | 265 km             | 56.6 km/h      | 915 m          | Borschberg    |
| 15    | 20 de juny de 2016 (06:30h) | New York, EUA                      | Sevilla, Espanya              | 90 hrs (planejat)  | 5739 km (planejat) |                |                | Piccard       |
| 16    | Sevilla, Espanya            | Abu Dhabi, Unió dels Emirats Àrabs | 120 hrs (planejat)            | 5845 km (planejat) |                    |                |                | [ 45 ]        |

## Característiques tècniques

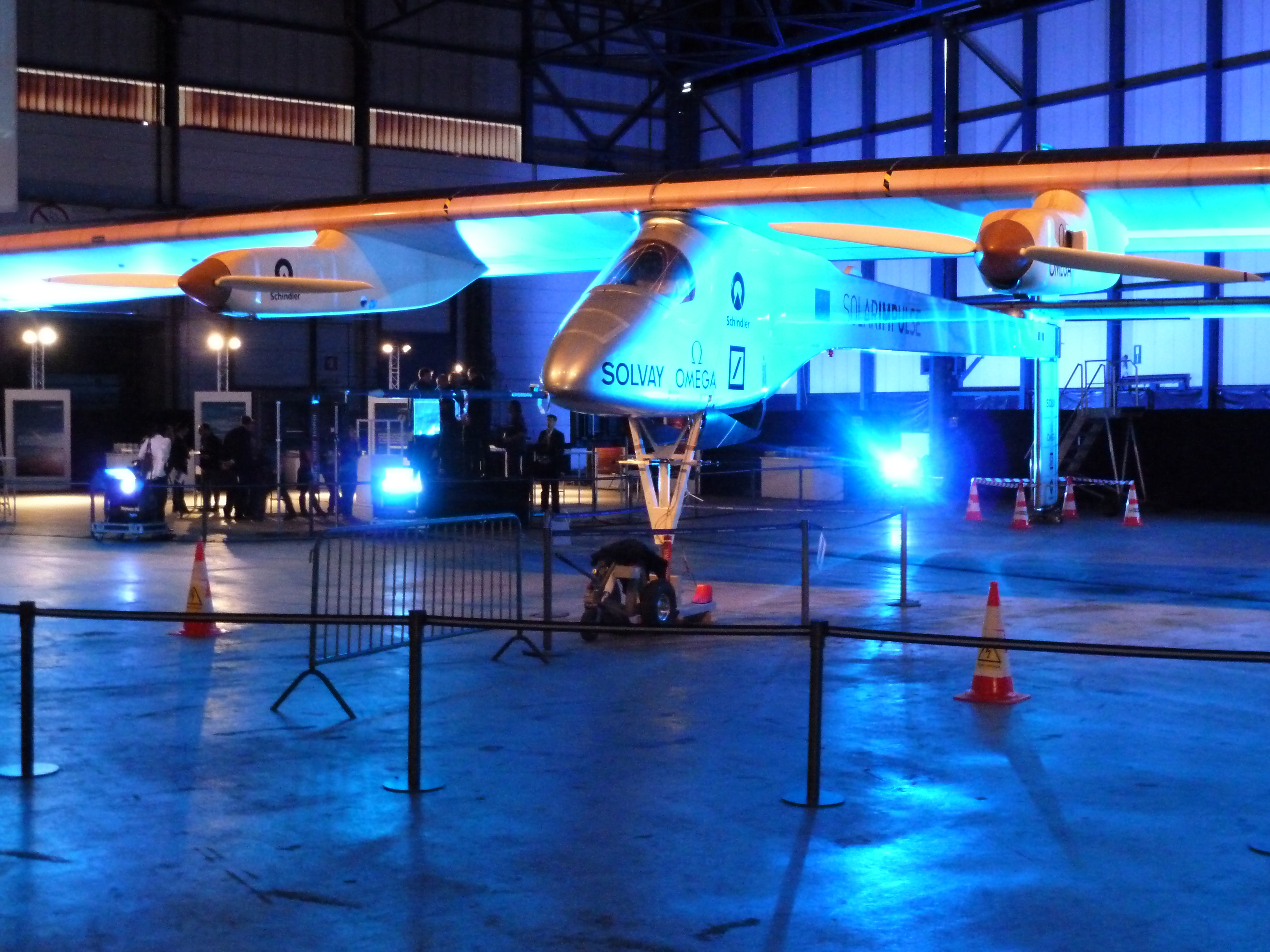
El Solar Impulse en l'aeroport de Brussel·les, al maig de 2011.

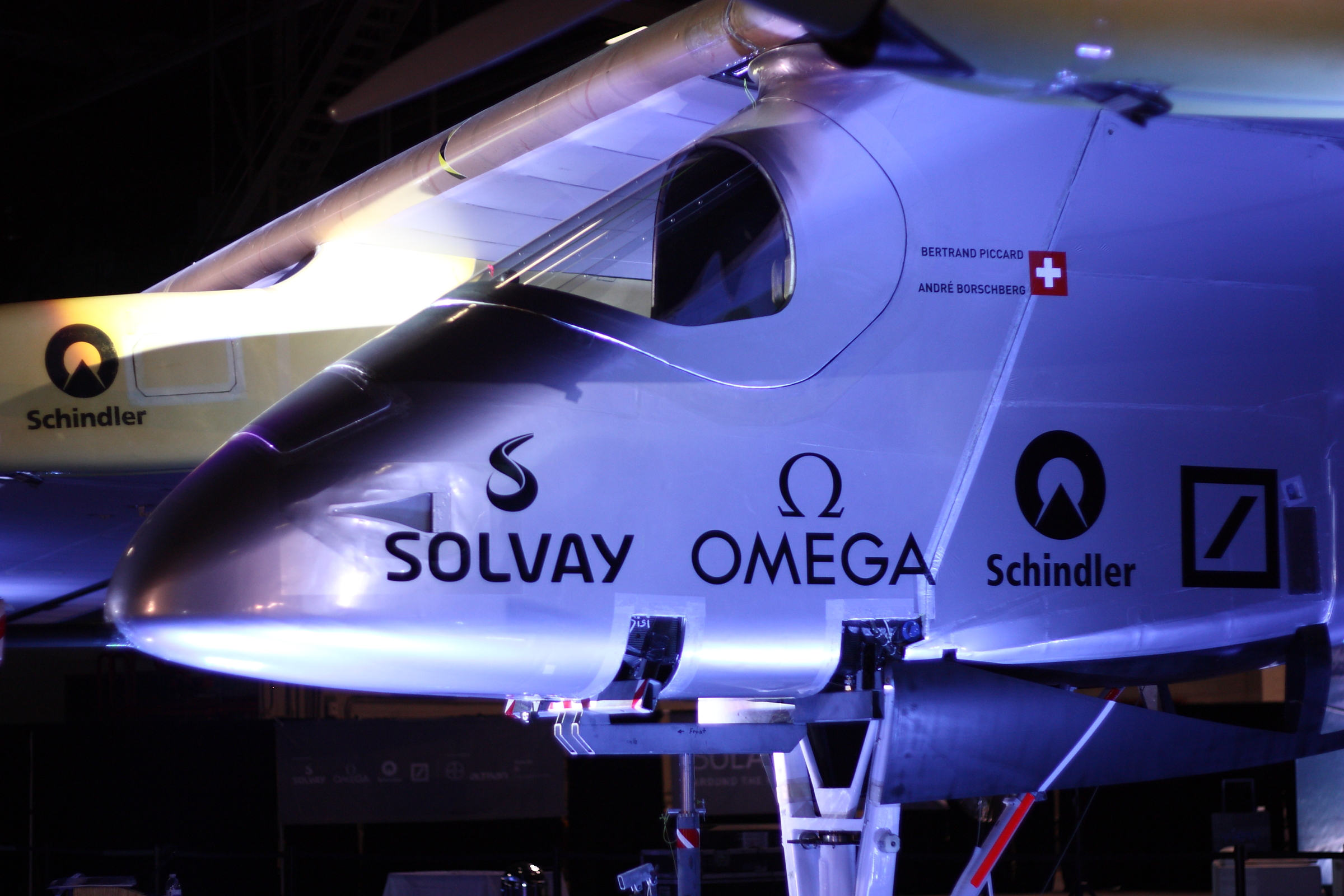
El Solar Impulse durant una exhibició en l'aeroport internacional John F. Kennedy, a Nova York el 14 de juliol de 2013.

El disseny de l'aparell està pensat per poder minimitzar el consum energètic, utilitzant materials lleugers per reduir el seu pes. Les primeres estimacions suposaven un pes de 1.500 kg, amb una envergadura alar de 61 metres, a causa de la gran superfície requerida per instal·lar les més de 15.000 cèl·lules fotovoltaiques.
La seva envergadura és de 64,3 metres; similar a la d'un Airbus A340 i té una superfície alar de 204 metres quadrats. Mesura 21,85 m de longitud i 6,4 m d'altura, pesant únicament 1.600 quilos —pes similar al d'un automòbil mitjà. Està dotat de quatre petits motors elèctrics de 7,5 kW (10 CV) cadascun, que mouen una hèlix cadascun fins a velocitats de 400 revolucions per minut. Els motors s'alimenten per mitjà de cèl·lules fotovoltaiques que emmagatzemen l'excedent d'energia en bateries d'alt rendiment. La velocitat de creuer de l'avió és d'uns 70 quilòmetres per hora.
El seu disseny li permet també volar com un planador, cosa que redueix pràcticament a zero el consum elèctric instantani. L'emmagatzematge i la capacitat de planatge permeten al Solar Impulse volar de nit.

### Especificacions tècniques
Característiques generals del Solar Impulse HB-SIB:
- Tripulació: 1 persona
- Llargària: 22,4 m (73.5 ft)
- Envergadura: 71,9 m (236 ft)
- Altura: 6,37 m (20.9 ft)
- Superfície alar: 17.248 cèl·lules fotovoltaiques que cobreixen la part superior de les ales, el fuselatge i la cua, amb una àrea total de 269,5 m2 (amb una potència pic de 66 kW).
- Pes: 2.300 kg (5,100 lb)
- Propulsió: 4 motors elèctrics alimentats mitjançant cèl·lules solars i 4 bateries d'ió-liti de 41 kWh (633 kg de pes), que proporcionen 13 kW a cada motor (17,4 HP)
- Diàmetre de les hèlixs: 4 m (13,1 peus)
- Velocitat d'enlairament: 20 nusos (36 km/h)

Altres dades:
- Velocitat màxima: 77 nusos (140 km/h)
- Velocitat de creuer: 49 nusos (90 km/h) (33 nusos -60 km/h- a la nit per estalviar potència)
- Altitud màxima: 8.500 m (27.900 peus) amb una altitud màxima de 12.000 metres (39.000 peus)

## Socis
El projecte està parcialment finançat per empreses privades com Solvay, Omega SA, ABB, Deutsche Bank, Altran i Swisscom. La EPFL, l'Agència Espacial Europea (ESA) i Dassault proporcionen també la seva experiència tecnològica.